# Rigny-sur-Arroux
Rigny-sur-Arroux és un municipi francès situat al departament de Saona i Loira i a la regió de Borgonya - Franc Comtat. L'any 2009 tenia 632 habitants.

## Demografia
| A partir de 1990: Població sense dobles comptes |

## Administració
| Data d'elecció                           | Identitat       | Partit         | Qualitat |
| ---------------------------------------- | --------------- | -------------- | -------- |
| 2008-                                    | Gilbert Granger | sense etiqueta |          |
| les dades anteriors no són pas conegudes |                 |                |          |
|                                          |                 |                |          |